# Lucas Souto
Lucas Alessandro Souto (Buenos Aires, 11 ottobre 1998) è un calciatore argentino, difensore del Defensa y Justicia.

## Caratteristiche tecniche
È un terzino destro.

## Carriera
Souto è cresciuto nel Ferro Carril Oeste, con cui ha firmato il primo contratto professionistico nel maggio del 2019. Ha esordito in prima squadra il 30 novembre 2020 nell'incontro di Primera B Nacional perso 1-0 contro il Temperley.
Rimasto svincolato, nel 2022 è stato acquistato dal Defensa y Justicia con cui ha debuttato in Primera División il 12 luglio nell'incontro vinto 3-2 contro l'Aldosivi. Il 25 gennaio 2023 è stato ceduto in prestito all'Arsenal Sarandí fino alla fine dell'anno. Nel giugno seguente tuttavia ha rescisso il contratto con il club di Sarandí ed è stato poco dopo ceduto all'Huracán in prestito fino al dicembre del 2024. Il 10 settembre 2023 ha segnato il suo primo gol in carriera nell'incontro di Copa Argentina vinto 5-3 contro il Racing Club.

## Statistiche

### Presenze e reti nei club
Statistiche aggiornate al 15 gennaio 2025.
| Stagione                  | Squadra                   | Campionato                | Campionato | Campionato | Coppe nazionali | Coppe nazionali | Coppe nazionali | Coppe continentali | Coppe continentali | Coppe continentali | Altre coppe | Altre coppe | Altre coppe | Totale | Totale | Totale |
| Stagione                  | Squadra                   | Comp                      | Pres       | Reti       | Comp            | Pres            | Reti            | Comp               | Pres               | Reti               | Comp        | Pres        | Reti        | Pres   | Reti   |        |
| ------------------------- | ------------------------- | ------------------------- | ---------- | ---------- | --------------- | --------------- | --------------- | ------------------ | ------------------ | ------------------ | ----------- | ----------- | ----------- | ------ | ------ | ------ |
| 2020                      | Ferro Carril Oeste        | PBN                       | 4          | 0          | CA              | 0               | 0               | -                  | -                  | -                  | -           | -           | -           | 4      | 0      |        |
| 2021                      | Ferro Carril Oeste        | PBN                       | 21         | 0          | CA              | 0               | 0               | -                  | -                  | -                  | -           | -           | -           | 21     | 0      |        |
| feb.-giu. 2022            | Ferro Carril Oeste        | PBN                       | 0          | 0          | CA              | 0               | 0               | -                  | -                  | -                  | -           | -           | -           | 0      | 0      |        |
| Totale Ferro Carril Oeste | Totale Ferro Carril Oeste | Totale Ferro Carril Oeste | 25         | 0          |                 | 0               | 0               |                    | -                  | -                  |             | -           | -           | 25     | 0      |        |
| lug.-dic. 2022            | Defensa y Justicia        | PD                        | 14         | 0          | CA+CdL          | 0               | 0               | -                  | -                  | -                  | -           | -           | -           | 14     | 0      |        |
| gen.-ago. 2023            | Arsenal Sarandí           | PD                        | 22         | 0          | CA+CdL          | 1+0             | 0               | -                  | -                  | -                  | -           | -           | -           | 23     | 0      |        |
| sep.-dic. 2023            | Huracán                   | -                         | -          | -          | CA+CdL          | 2+12            | 1+0             | -                  | -                  | -                  | -           | -           | -           | 14     | 1      |        |
| 2024                      | Huracán                   | PD                        | 13         | 0          | CA+CdL          | 4+8             | 0               | -                  | -                  | -                  | -           | -           | -           | 25     | 0      |        |
| Totale Huracán            | Totale Huracán            | Totale Huracán            | 13         | 0          |                 | 26              | 1               |                    | -                  | -                  |             | -           | -           | 39     | 1      |        |
| 2025                      | Defensa y Justicia        | PD                        | 0          | 0          | CA              | 0               | 0               | CS                 | 0                  | 0                  | -           | -           | -           | 0      | 0      |        |
| Totale Defensa y Justicia | Totale Defensa y Justicia | Totale Defensa y Justicia | 14         | 0          |                 | 0               | 0               |                    | 0                  | 0                  |             | -           | -           | 14     | 0      |        |
| Totale carriera           | Totale carriera           | Totale carriera           | 74         | 0          |                 | 27              | 1               |                    | 0                  | 0                  |             | -           | -           | 101    | 1      |        |